# نورث امریکن ایکس‌اس‌ان۲جی
نورث امریکن ایکس‌اس‌ان۲جی (به انگلیسی: North American XSN2J) یک هواپیمای ساختِ کارخانهٔ نورث امریکن اوییشن در کشور ایالات متحده آمریکا است. نخستین استفاده‌کنندهٔ این هواپیما نیروی دریایی ایالات متحده آمریکا بوده‌است.